# 玛格丽特·盖勒
玛格丽特·瓊安·蓋勒（英語：Margaret Joan Geller，1947年12月8日—）是一位美國女性天文學家，是史密松天体物理台的資深天文學家；並且寫了許多論文和拍攝了多部獲獎影片。

## 生平
蓋勒於1970年在柏克萊加州大學獲得學士學位，並分別於1972年和1974年獲得普林斯顿大学的碩士和博士學位。
她的研究主要是繪製宇宙中至今仍神秘而無處不在的暗物質分布，以及銀河系的銀暈以了解我們的銀河系和宇宙歷史上相關之處。她測繪出星系團的分布以了解宇宙的歷史演化，並量測與調查在星系光譜中恆星形成模式以了解恆星形成和恆星所屬星系環境的關聯。她所帶領的團隊稱為 SHELS。
1989年蓋勒和約翰·修茲勞基於來自CfA紅移巡天的紅移巡天資料，宣布發現了「長城」。

## 獎項和榮譽
- 1989年和約翰·修茲勞因為「繪製宇宙地圖」獲得美國科學促進會紐康·克里夫蘭獎[2]。
- 1990年美国文理科学院院士[3]
- 1996年美國物理教師協會克洛普斯特格紀念獎[4]
- 2008年美國哲學會因為她對星系團的研究授予麥哲倫獎金[5]
- 2010年美國天文學會亨利·諾利斯·羅素講座[6]
- 2010年美国国家科学院詹姆斯·克雷格·沃森獎[7]
- 2013年美國物理學會利林菲尔德奖[8]
- 2014年德國天文學會卡爾·史瓦西獎章[9]